# Arnold Theiler

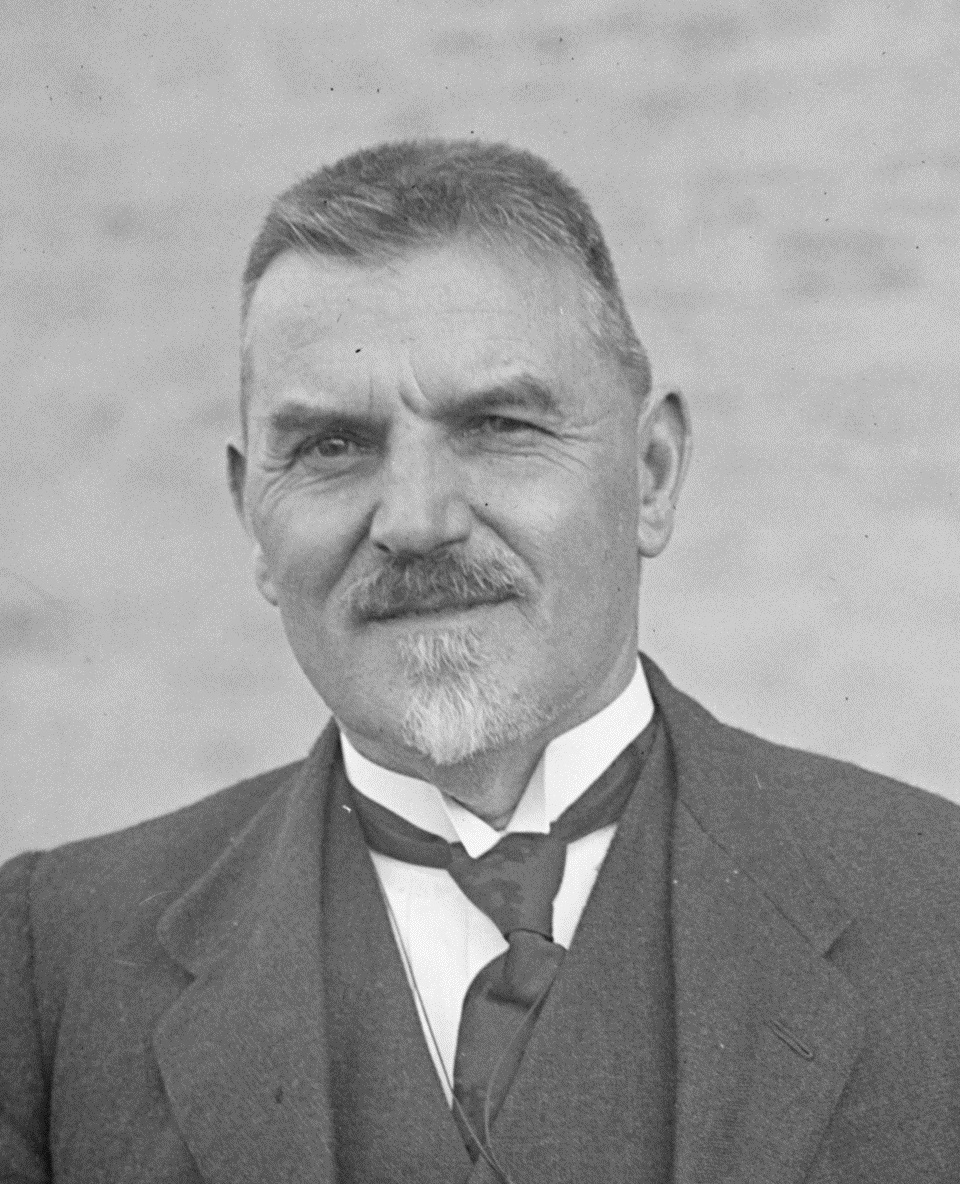
Arnold Theiler (1923)

Sir Arnold Theiler (* 26. März 1867 in Frick; † 24. Juli 1936 in London; heimatberechtigt in Hasle) war ein schweizerisch-südafrikanischer Tierarzt.

## Leben
Seine Eltern waren Franz (1832–1901), Schuldirektor in Frick, und Maria, geb. Jenny, seine Geschwister Marie (* 1873) und Alfred (1882–1967). Er studierte Tiermedizin an den Universitäten Bern und Zürich und absolvierte 1889 sein Staatsexamen. Theiler liess sich in Beromünster nieder, wo er aber der Konkurrenz nicht gewachsen war.
Unglücklich in seiner Privatpraxis, erfuhr er von einem Diplomaten, dass es in Südafrika keinen Veterinär gäbe, und wanderte 1891 nach Südafrika aus, wobei ihm auf der Reise das ganze Instrumentarium abhandenkam. Er arbeitete dort zunächst als Farmarbeiter für Alois Hugo Nellmapius bei Pretoria, das damals noch die Hauptstadt der letzten Burenrepublik Südafrikas war, wobei er Erfahrungen sammelte und in einer Häckselmaschine seine Hand verlor. Nach einem Jahr arbeitete er dann als Tierarzt. 1891 wurde in Grahamstown das Colonial Bacteriological Institute unter der Leitung des  Arztes und Bakteriologen Alexander Edington (1860–1928) gegründet. Als im August 1892 in Swasiland die Pocken ausbrachen, fürchtete man, dass diese auch Transvaal erreichen könnten. Theiler beschaffte den Impfstoff aus dem Ausland und war damit vorbereitet, als 1893 in Johannesburg die Pocken ausbrachen. Die Epidemie bot ihm Gelegenheit, seine wissenschaftlichen Kenntnisse und sein organisatorisches Geschick für die Herstellung von Pockenlymphe zu beweisen. Dadurch gewann er das Vertrauen des Präsidenten Paul Kruger und wurde 1896 Landestierarzt von Transvaal. 1898 wurde er in Transvaal eingebürgert. 1893 heiratete er seine frühere Schulkameradin Emma Sophie Jegge (1868–1951), die ihm die Passage nach Afrika finanziert hatte. 1901 wurde Theiler an der Universität Bern promoviert.
Nach der Niederlage der Buren im Zweiten Burenkrieg begann Theilers eigentliche Karriere. 1908 wurde Theiler zum ersten Leiter des neugegründeten Veterinary Research Institute in Onderstepoort und damit des gesamten Veterinärwesens in Südafrika. Robert Koch, der 1902 bei einem Ausbruch des Küstenfiebers hinzugezogen wurde, konnte als Ursache einen neuen Parasiten Koch’s blue bodies identifizieren. Arnold Theiler klärte den Lebenszyklus des von Koch entdeckten Parasiten, heute als Theileria parva nach Theiler benannt, lückenlos auf. Als Überträger machte er die Braune Ohrzecke (Rhipicephalus appendiculatus) aus, deren Verbreitung auf Ost- und Südafrika beschränkt ist. Koch hatte fälschlicherweise als Überträger der Krankheit die Blaue Ohrzecke angegeben. Theiler beschäftigte sich in Südafrika auch mit dem Botulismus, als diese Krankheit 1927 beim Rindvieh auftrat.
Die tiermedizinische Fakultät der Universität von Pretoria Faculty wurde 1920 gegründet. Theiler wurde der erste Dekan der Fakultät.

## Ehrungen
Für seine Verdienste wurde er am 1. Januar 1914 vom britischen König Georg V. zum Knight Commander des Order of St Michael and St George geschlagen. 1929 wurde er in die American Academy of Arts and Sciences und 1930 als korrespondierendes Mitglied in die Académie des sciences gewählt. Sein Sohn Max Theiler entwickelte einen Impfstoff gegen das Gelbfieber und wurde 1951 mit dem Nobelpreis für Medizin ausgezeichnet.
Der das Küstenfieber auslösende Parasit Theileria parva ist nach Arnold Theiler benannt, ebenso die südafrikanische Gattung Theilera der Glockenblumengewächse.